# Mélisme du chant grégorien
Le mélisme du chant grégorien est l'une de principales caractéristiques qui qualifie ce chant liturgique et artistique

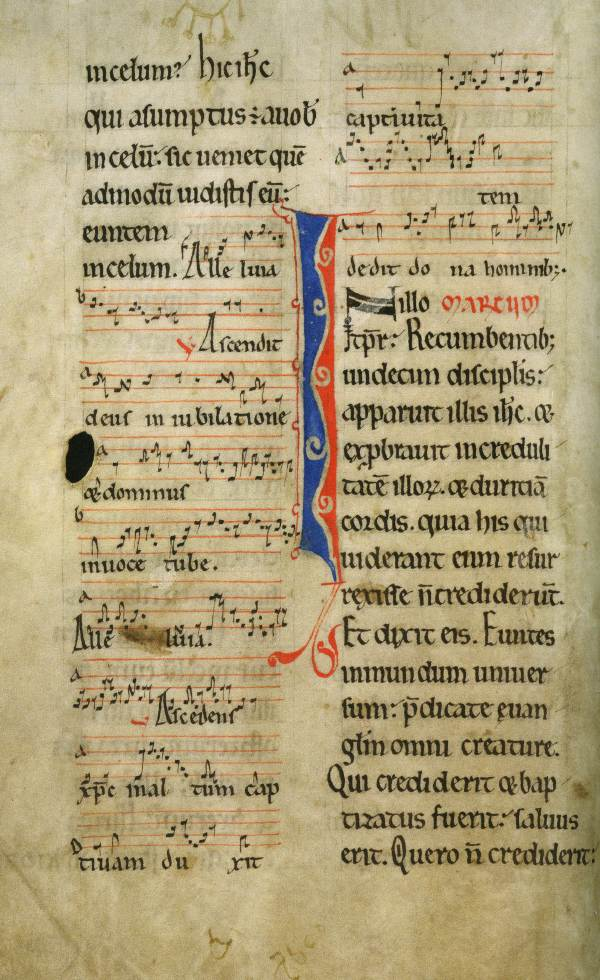
La caractéristique mélismatique du chant grégorien est évidente dans ce manuscrit le plus ancien en Suède, missel de Skara (vers 1150).

## Caractéristique

### Fonction
Le mélisme est l'un des éléments les plus importants de la composition du chant grégorien. Il contribue considérablement à réaliser cette caractéristique artistique du chant :

« Varié dans ses formes musicales, le chant grégorien l'est également dans ses procédés de composition. Un très grand nombre de pièces nous apparaissent comme originales ; c'est-à-dire que leur ligne mélodique, dans son ensemble et souvent même dans ses détails, est unique et ne se retrouve nulle part ailleurs ; il s'agit alors d'une exploitation artistique du texte sous son double aspect matériel et spirituel : l'agencement des mots et leur signification. »

— Dom Eugène Cardine, Vue d'ensemble sur le chant grégorien, p. 5
En bref, si le texte se modifie, la composition dont le mélisme aussi se change. Les hymnes ambrosiennes, par exemple, sont au contraire des « texte mesuré, musique mesurée », comme la musique contemporaine. D'ailleurs, c'est le texte sacré qu'orne mélisme du chant grégorien, et non la mélodie telle la musique que décore le mélisme d'Antonio Vivaldi ou de Georg Friedrich Haendel. La mentalité médiévale l'explique. Ainsi vers 1147, saint Bernard de Clairvaux, cistercien, écrivit : « nous avons conservé le texte de plusieurs répons parce qu'il est saint et tiré des Évangiles, et nous les avons ornés d'un chant aussi beau que convenable. »

### Exemples
Dans le chant grégorien, le mélisme s'attribue principalement aux :
1. mots importants (surtout compréhension du texte, théologique)
2. syllabe accentuée (surtout beauté de ligne mélodique, esthétique)
3. dernière syllabe, notamment jubilus (alléluia) : conclusion

« Dans un mélisme, neume très développé sur une syllabe, il semble a priori que la mélodie suit ses propres lois et détend provisoirement ses liens avec le mot. Cette vision est pourtant inexacte. Même le mélisme est étroitement lié au texte. Dans le cas d'une composition originale, c'est-à-dire d'une mélodie composée pour un texte unique bien déterminé, l'ornementation mélismatique vise à souligner et à faire un mot important. »

— Luigi Agustoni et Johannes Berchmans Göschel, Introduction à l'interprétation du chant grégorien, p. 23 - 24
Avec la notation ancienne, il n'est pas difficile à comprendre ces trois fonctions du mélisme grégorien.

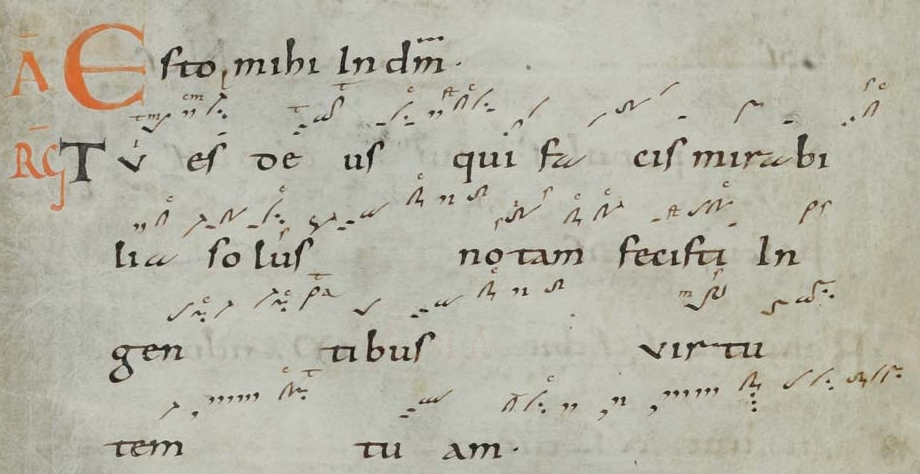
Tu es Deus dans le Cantatorium de Saint-Gall, fol. 61 (vers 922 - 926). Texte : Tu es Deus, qui facis mirabília solus ; notam fecísti in géntibus virtútem tuam (Vous êtes le Dieu qui faites des merveilles ; vous avez fait connaître votre puissance parmi les peuples).

Ce chant grégorien était réservé aux solistes qui devaient donc exécuter le chant très orné lors des offices, selon la tradition. 
1. Le mélisme s'attribue à des termes importants, Deus et gentibus. Il s'agit exactement du sujet du chant : Dieu et ses peuples.
2. Les exemples de syllabes accentuées se trouvent pour les mots facis, virtútem, notamment géntibus.
3. Celui-ci est évident surtout pour les dernières syllabes de deux derniers mots, solus et tuam. Ce dernier se compose de deux éléments : des notes très légères et courtes, essentiellement l'unisson ou répétition (" ," ,""") imitant le battement de cœur ainsi qu'un mélisme raffiné, suivant. Ce contraste souligne effectivement le dernier terme, en tant que conclusion. (Par ailleurs, cette splendide opposition technique n'est pas visible dans la notation à gros carrés ni notation moderne.)

Toutefois, la composition du chant grégorien est plus complexe que ceux que les musicologues modernes imaginaient auparavant :

« Mais une contrepartie est à souligner : lorsque les mélismes, originairement pures vocalises, ont été transformés en chants syllabiques par l'adjoncton d'un texte littéraire, cette modification n'a pas seulement changé le style original, elle a aussi contribué à dénaturer le rythme ; en effet, les notes, qui étaient souvent diversifiées dans leur valeur, comme l'indiquent les premières notations, sont rendues toutes d'égale durée par l'articulation d'une syllabe sur cacune d'elles. »

— Dom Eugène Cardine, même document, p. 17
Afin de comprendre précisément la composition grégorienne, il vaut mieux consulter quelques livres accompagnés des exemples de notations. Pour les débutants :
- Eugène Cardine, Première année de chant grégorien, cours aux étudiants de l'Institut pontifical d musique sacrée, 1996  (ISBN 978-2-85274-183-6)
- Eugène Cardine, Sémiologie grégorienne, 1978  (ISBN 2-85274-020-6)
- Marie-Emmanuel Pierre, Cantabo Domino, Cours de chant grégorien, 2005  (ISBN 978-2-9525681-0-4)

En faveur des chefs de chœur :
- Luigi Agustoni et Johannes Berchmans Göschl, Introduction à l'interprétation du chant grégorien, 2001  (ISBN 978-2-85274-203-1)

### Jubilus

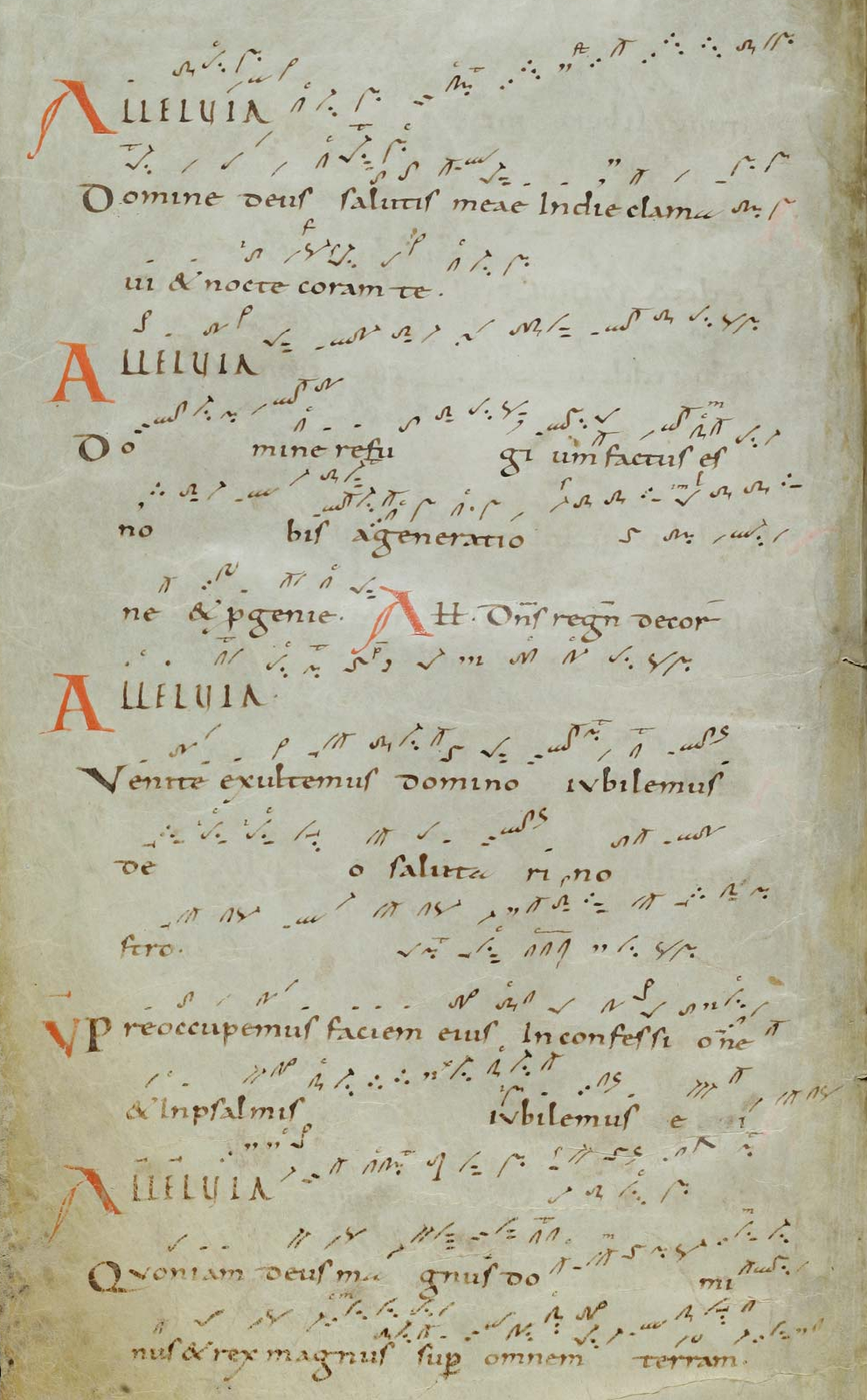
Cantatorium de Saint-Gall (vers 922 - 926), fol. 148. Dans ce meilleur manuscrit du chant grégorien, le mélisme était effectivement développé.

Par ailleurs, le mélisme du jubilus est une exception du chant grégorien, car la mélodie de celui-ci, attribuée à la dernière syllabe du terme hébreu alléluia, n'est contrôlée d'aucun mot. D'une part, cette syllabe ia n'est autre que le diminutif de Yahvé. D'autre part, depuis saint Augustin d'Hippone, les Pères de l'Église ne cessaient pas de donner leurs explications théologiques à ce mélisme mystérieux. En conséquence, les mélismes les plus développés s'y trouvent très souvent.
Dans les manuscrits plus récents, le motif de l'alléluia et celui du verset sont fréquemment communs. De plus, le mélisme de l'alléluia et celui du verset sont également identiques, tout comme l'exemple du Graduale Triplex (1979, voir ci-dessous, alléluia et verset Laudate pueri Dominum). De nos jours, la plupart des exécutions sont effectuées selon cette manière  :
- neumes alléluia A - mélisme B - verset A' - mélisme B - neumes alléluia A - mélisme B ou
- neumes alléluia A - mélisme B - verset C - mélisme B - neumes alléluia A - mélisme B (exemple du Graduale Triplex)

Toutefois, si l'on consulte les manuscrits les plus anciens, l'alléluia est plus riche ; les deux mélismes sont totalement différents [lire en ligne] :
- neumes alléluia A - mélisme B - verset C - mélisme D (- neumes alléluia A - mélisme B ?)

Lorsque l'alléluia est répété, celui-ci est le dernier :
- neumes alléluia A - mélisme B - verset C - mélisme B - neumes alléluia A - mélisme D

Dans ce cas, le dernier mélisme plus développé s'appelait au Moyen Âge la sequentia, sequela ou longissima melodia.
Exemples :
1. chant grégorien, Alléluia et verset Pascha nostrum immolatus est Christus : [écouter en ligne]
2. Georg Friedrich Haendel, Chandos Anthem, verset Your voices raise et Alleluia : [écouter en ligne] (Dans cette pièce, le mélisme est encore attribué à la syllabe ia, en respectant la tradition.)
3. Georg Friedrich Haendel, Le Messie (1741), Hallelujah : [écouter en ligne] (La tradition ne reste plus dans cette célèbre œuvre qui n'est autre qu'un chant syllabique anglican. L'accent musical est attaché à la syllabe Hal, ou à la lu selon l'accent latin. C'est la musique qui dirige la mélodie, et non le mot tel le cas du chant grégorien. En comparaison de ce chant, il est évident que le chant grégorien est plus théologique.)

## Suppression après la Renaissance

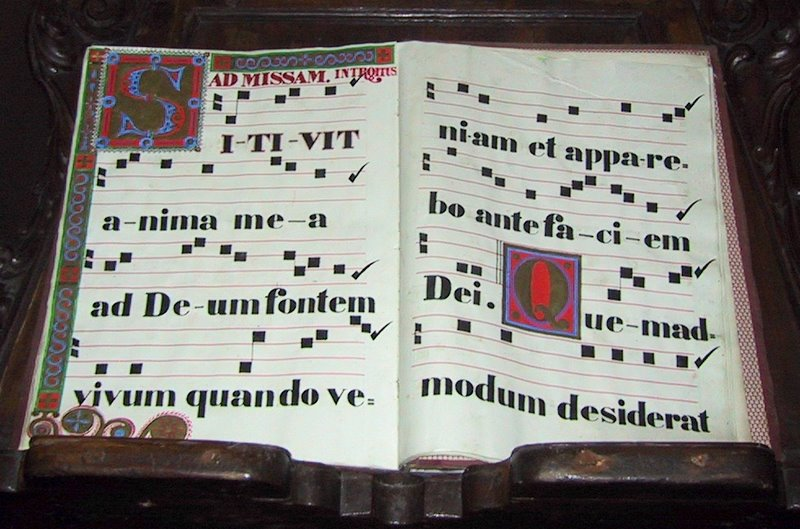
Après la Renaissance, le long mélisme du chant grégorien disparut.

Il est vrai que l'invention de la notation à gros carrés au XIIIe siècle était un véritable progrès pour le solfège. Non seulement les notations anciennes disparurent mais également l'unification de la notation fut achevée dans toute l'Europe. Il n'existait que cette notation dès le XVe siècle.
Nonobstant, elle causa considérablement la modification de la nature du chant. Faute d'indication de raffinement, le chant grégorien devint de plus en plus plain-chant avec les notes égales. Simultanément, critiqué par le mouvement de la Renaissance et la Reforme protestante, le Vatican sortit l'Édition médicéenne entre 1614 et 1615, version plus simple, à la suite du concile de Trente. Les religieux et religieuses ne souhaitaient plus le long mélisme. En France, par exemple, Guillaume-Gabriel Nivers était chargé par les abbesses de couper les notes ornées dans les livres de chant.
Le chant grégorien n'avait subi aucune modification importante avant la Renaissance. Désormais, il ne restait que la décadence, car la transformation était habituelle.

## Restauration depuis leXIXesiècle
La restauration du mélisme était principalement effectuée par les moines de l'abbaye Saint-Pierre de Solesmes. D'abord, ils commencèrent à visiter les archives européennes qui possèdent les manuscrits anciens, dans la deuxième moitié du XIXe siècle. Aussi y retrouvèrent-ils le mélisme authentique du chant grégorien ainsi que l'irrégularité de l'Édition de Ratisbonne, néo-médicéenne. Cette redécouverte scientifique était notamment appréciée par de nombreuses académies de musique européennes, grâce à la publication de la Paléographie musicale.  
- Paléographie musicale, tome III (1892), p. 36 - 37, tableau VIII du réponse-graduel Justus ut palma [lire en ligne]

1. version des manuscrits : mélisme authentique et long du chant grégorien dans les archives, avec une immense uniformité
2. version de Ratisbonne : mélismes coupés et irréguliers

Par conséquent, dans l'Édition Vaticane publié en 1908 (graduel) et 1912 (antiphonaire), le mélisme du chant grégorien était effectivement rétabli selon les manuscrits.

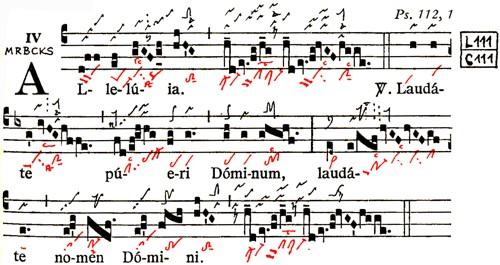
Graduale Triplex (1979). Voir aussi (Cantatorium de Saint-Gall, fol. 111) = C111.

Encore restait-il le problème de l'interprétation. En effet, d'une part, l'abbaye de Solesmes développait une théorie fausse sous influence de la musique moderne, rythmique grégorienne. D'autre part, la notation à gros carrés n'est pas capable de représenter l'élan mélismatique du chant grégorien. Dans les années 1950, la sémiologie grégorienne bouleversa la situation. Désormais, il faut les notations anciennes pour l'interprétation correcte, car la nature de ce chant est complètement différente de celle de la musique contemporaine. Fréquemment, elle se trouve graphiquement dans les notations sans hauteur. Dom Eugène Cardine de Solesmes trouva une solution, avec la publication de la notation duplex ou triplex. En 1979, le Graduale Triplex fut sorti. Alors que la notation à carrés sert au solfège, les neumes purs contribuent à aider l'articulation.

## Répertoire réservé aux solistes

### Au Moyen Âge
Il est vrai que de nombreux chants mélismatiques grégoriens furent composés pour les chantres, à savoir solistes, car l'Église d'Occident possède 2000 ans d'histoire de soliste. Surtout, pendant les premiers trois siècles, cela fut singulièrement le soliste qui servait aux offices. Même après la création de la schola au IVe siècle, l'attribution du jubilus, à savoir le chant très orné, aux chantres était mentionnée dans l'Exposition psalmorum de Cassiodore († vers 580).
Au Moyen Âge, le répertoire du chant grégorien était parfois problématique :

« On se souviendra d'ailleurs que les pièces du répertoire n'ont pas été conçues dans une telle variété pour être chantées par n'importe quel exécutant. Ce serait une erreur de céder au désir excessif de participation qui pousse trop de chanteurs à accaparer un rôle qui ne leur est point dévolu : la schola voudrait chanter les pièces composées pour le soliste et le peuple celles pour la schola. Cette anomalie a dû contribuer, dès le moyen âge, à la détérioration du chant grégorien. En effet le répertoire de la schola contient souvent des neumes spéciaux, des notes répercutées par exemple, qu'une foule ne peut exécuter ; et les chants notés au début dans le Cantatorium fourmillent d'ornementations qu'un groupe nombreux est incapable de bien interpréter. »

— Dom Eugène Cardine, Vue d'ensemble sur le chant grégorien, p. 30

### Aujourd'hui

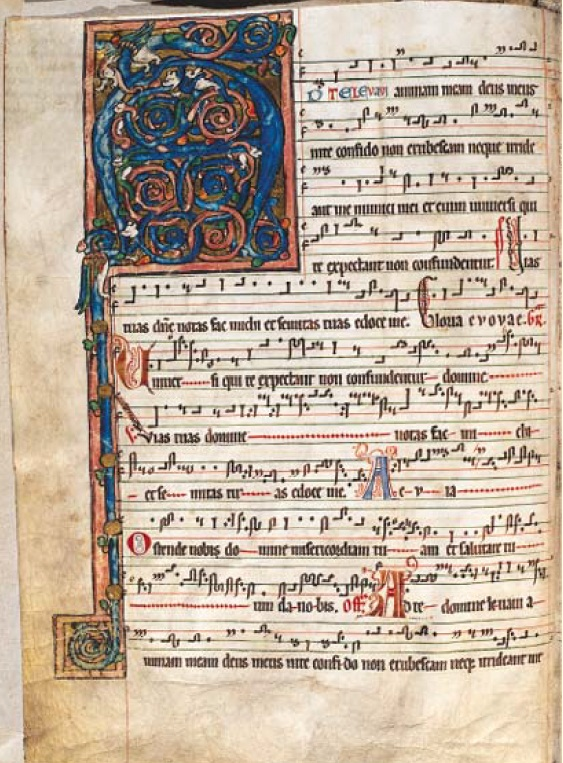
Ad te levavi dans le Graduale cisterciense (XIIIe siècle), auprès de la Bibliothèque nationale de Pologne, rps akc. 9757 pdf p. 10. Le long mélisme y est conservé tandis que le copiste respectait la beauté des couleurs.

De nos jours, il existerait une autre difficulté. Il s'agit de la qualité des musiciens professionnels. Certes, ils sont plus capables de chanter le mélisme développé. Cependant,

« Nous interprétons le chant grégorien d'une façon tout à fait profane. Nous devons beaucoup aux moines de l'abbaye de Solesmes et les avons souvent consultés. Nous les admirons, les respectons, mais nos points de vue divergent sur un plan strictement musical. Dison que le nôtre est d'ordre esthétique, et leur, spirituel. Nous chantons par exemple certains versets très développés comportant de belle envolées lyriques qui ne sont plus utilisés dans la Liturgie depuis des siècles. Les Cisterciens les ont supprimés sans doute parce qu'une beauté trop ostentatoire peut détourner de Dieu. »

— Gabriel Lacascade dans l'entretien lors d'un concert de l'Ensemble Venance Fortunat
Il est vrai que plusieurs scholæ grégoriennes exécutent aujourd'hui également les chants tardifs. Mais c'est pour retrouver la tradition conservée dans leurs pays. L'attitude de ci-dessus est différente de celle de ces scholæ et se constitue sur la base incorrecte. D'une part, même après ses réformes, la tradition musicale cistercienne était très proche de celle de l'ordre de Saint-Benoît, son origine.Les chants courts tardifs étaient une conséquence de la difficulté selon la taille de quelques établissements manquant de personnels. D'autre part, le mélisme est l'un des éléments fondamentaux du chant grégorien tel le jubilus tandis que le mélisme effectivement développé se trouve même dans les manuscrits les plus anciens comme le cantatorium de Saint-Gall.

### Interprétation sémiologique
Mais l'apparition de la sémiologie grégorienne modifia la situation. Car, de nos jours il devint évident que la nature de la musique composée il y a 1100 ans est complètement différente de celle de la musique contemporaine. Ainsi, la première note du chant grégorien n'est autre qu'une note moins importante commençant l'élan vers le sommet alors que la musique moderne place les notes importants au début des groupes [écouter en ligne (Mozart, symphonie n° 40)]. Donc, l'interprétation selon les neumes anciens diffère évidemment de celle de la notation moderne ou de celle de la notation à gros carrés. Désormais, l'exécution sans propre connaissance sera exclue par les auditeurs.

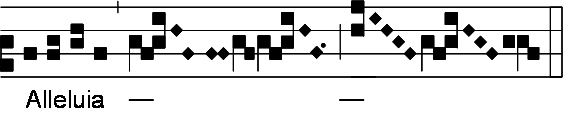
Cette notation à gros carrés n'est pas capable de présenter l'articulation du chant grégorien.

Dans un livre sémiologique destiné aux « lecteurs qui possèdent déjà les connaissances fondamentales », vraisemblablement aux maîtres de chapelle ainsi que chefs de chœur, deux musicologues précisent encore : « Progressivement, en outre, on prit conscience que la lecture « correcte » des neumes ne suffisait pas à donner toutes les garanties d'une bonne interprétation. »

« Un certain nombre de connaissances et de techniques sont nécessaires pour accéder à ce type de musique. À la base, sont exigées une certaine familiarité avec le latin liturgique et une culture musicale générale. Mais ensuite, pour réaliser une interprétation qui mette en valeur le contenu spirituel — essence même du chant grégorien — sont aussi requises : une bonne connaissance des formes et de l'histoire du répertoire, une information sur les contextes rituels, une familiarité avec la prière des psaumes et avec les textes bibliques. Ces éléments seront supposés acquis par le lecteur. »

— Luigi Agustoni et Johannes Berchmans Göschl, Introduction à l'interprétation du chant grégorien, p. 12
Pour les musiciens professionnel, il n'est pas facile à apprendre ceux qui concernent, ceux qui sont plus familiers pour les religieux. Mais il est précieux que certains chanteurs professionnels aient commencé à apprendre la théologie pour leur interprétation, étant donné que tous les religieux ne sont pas nécessairement capables d'être chantres qui doivent exécuter correctement et artistiquement le chant grégorien très orné.